# Noord-Sumatra

Bataktalen in Noord-Sumatra

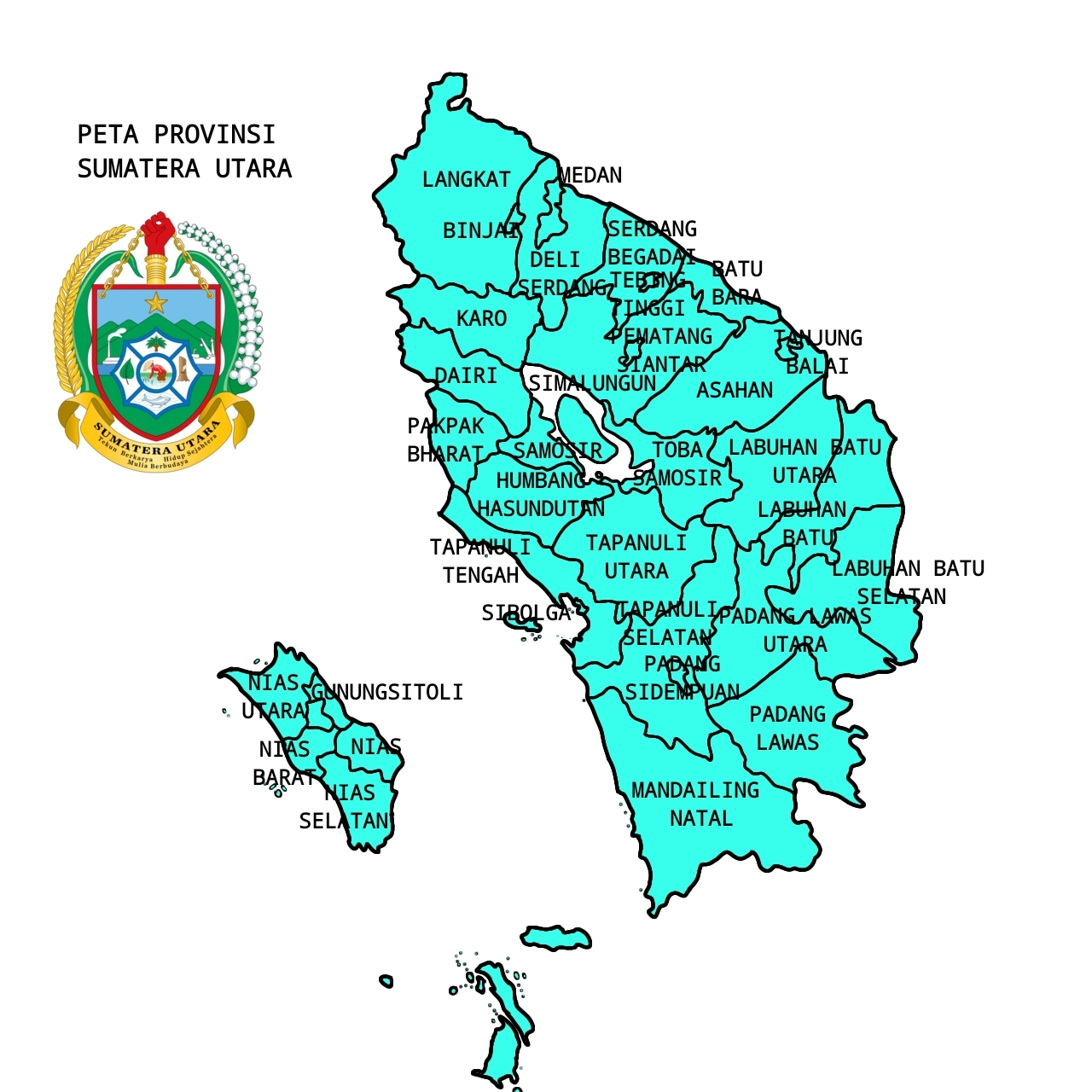
Administratieve indeling van de provincie Noord-Sumatra

Noord-Sumatra (Indonesisch: Sumatra Utara) is een van de provincies van Indonesië. De hoofdstad is Medan.

## Geografisch en demografisch
Noord-Sumatra ligt in het noordelijke deel van het eiland Sumatra. Maar het is niet het meest noordelijke deel: in het uiterste noordwesten ligt namelijk de provincie Atjeh. In het zuidoosten liggen de provincies Riau en West-Sumatra. In het zuidwesten is de Indische Oceaan.
Noord-Sumatra heeft een bevolking van meer dan 11 miljoen, en beslaat een gebied van 70.787 km².

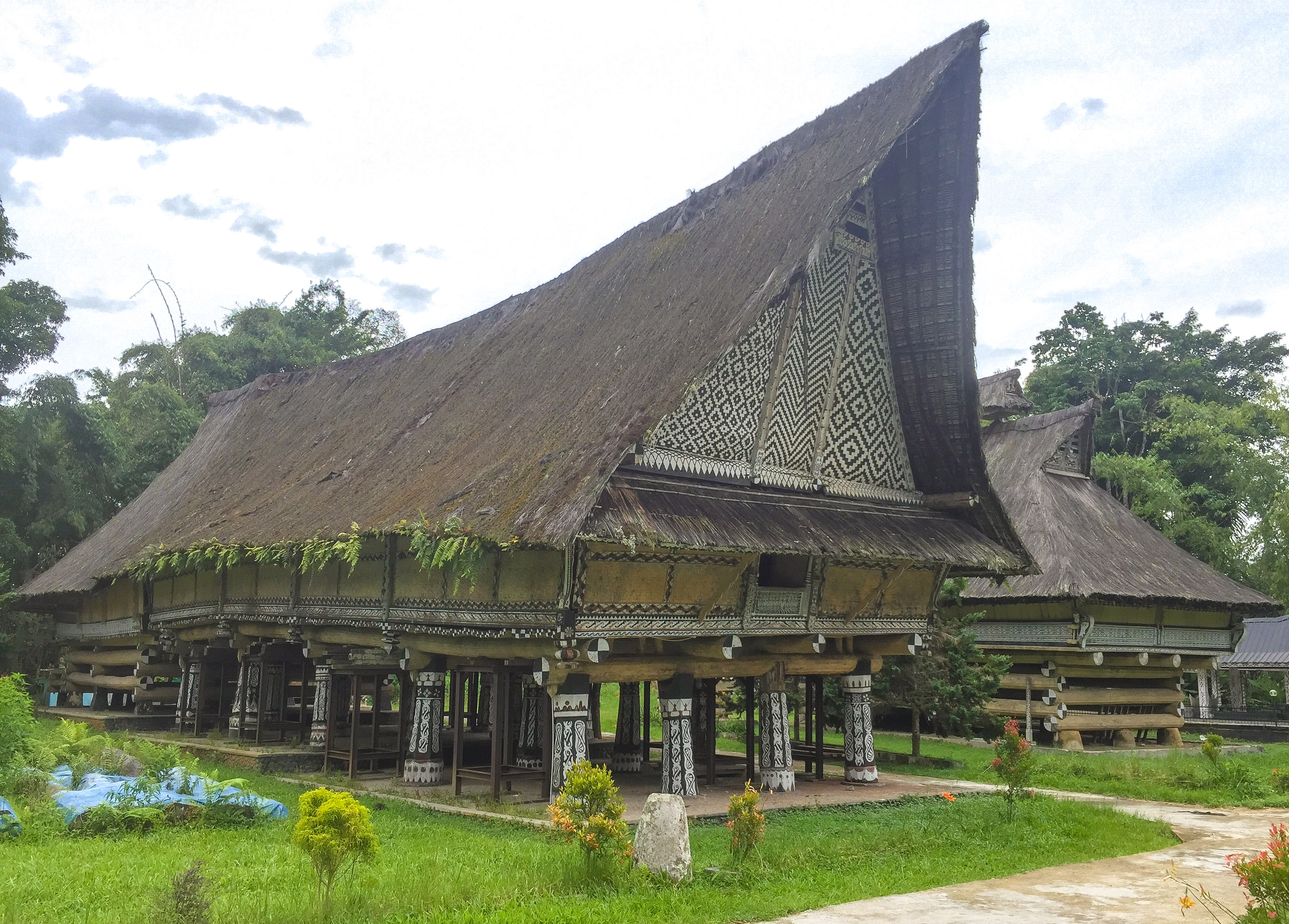
Traditioneel huis van de Batak Simalungun-bevolking in het dorp Pamatan Purba, regentschap Simalungun, Noord-Sumatra

Noord-Sumatra bestaat onder andere uit de volgende gebieden:
- Het oude sultanaat Deli, een kuststrook van ca. 20.000 km², die aan het begin van de 20e eeuw nog dunbevolkt was door Maleiers, maar waar zich sindsdien veel immigranten uit onder meer Java gevestigd hebben. Hier ligt ook de hoofdstad Medan.
- de bergachtige Batak-landen, die grotendeels bewoon worden door de Batak, die deels christelijk, deels islamitisch zijn.
- het eiland Nias.

In Noord-Sumatra liggen de volgende steden (kota):
- Binjai
- Gunung Sitoli
- Medan
- Padang Sidempuan
- Pematang Siantar
- Tanjung Balai
- Tebing Tinggi
- Sibolga

en de volgende regentschappen (kabupaten):
| Asahan              | Nias Selatan       |
| Batu Bara           | Nias Utara         |
| Dairi               | Padang Lawas       |
| Deli Serdang        | Padang Lawas Utara |
| Humbang Hasundutan  | Pakpak Bharat      |
| Karo                | Samosir            |
| Labuhan Batu        | Serdang Bedagai    |
| Labuhanbatu Selatan | Simalungun         |
| Labuhanbatu Utara   | Tapanuli Selatan   |
| Langkat             | Tapanuli Tengah    |
| Mandailing Natal    | Tapanuli Utara     |
| Nias                | Toba Samosir       |
| Nias Barat          |                    |

## Toerisme
Noord-Sumatra heeft verscheidene toeristische trekpleisters:
- Bahorok (Bukit Lawang), rehabilitatiecentrum van de orang-oetan.
- Tobameer, een uniek meer met daarin het eiland Samosir.
- Het toeristentoevlucht van Berastagi (bij Kabanjahe)
- Het eiland Nias
- Paleis van Maimum in Medan